# Anaxímenes
|  | Per a altres significats, vegeu «Anaxímenes (desambiguació)». |

Anaxímenes (en grec antic: Ἀναξιμένης, Anaximenēs; Milet, ca. 585 aC - ca. 524 aC) fou un filòsof presocràtic de l'antiga Grècia que pertany a l'escola de Milet, fundada per Tales i el seu deixeble Anaximandre. La tradició manuscrita no ha conservat cap obra seva, de manera que solament es coneix a partir de citacions d'altres autors, i les seues idees són conegudes només gràcies a les referències d'Aristòtil, Teofrast, Plutarc i altres, que el presenten com a astrònom ocupat en estudiar la natura, a més de la forma i el moviment dels cossos celestes.
Igual que els seus contemporanis, observava en la volta celeste la posició i el moviment dels estels, la qual cosa era una manera de trobar coneixements que poguessin ajudar els seus compatriotes navegants.

## Pensament filosòfic
El concepte que serveix a Anaxímenes com a fonament de totes les coses (l'arque) és l'aire (en grec antic: αἰθήρ, aither 'èter'; el mot ἀήρ, aer, era una cosa semblant a la boira que feien servir els déus per a protegir els seus herois en les batalles). Cercà el principi originari de totes les coses que expliqués la seva unitat, i deduí d'observacions empíriques que aquest principi era l'aire, del qual havien de néixer totes les coses humanes i divines pel doble procés de condensació i rarefacció (la condensació produïa els núvols, l'aigua i la terra, i la rarefacció pel foc).

## Cosmologia
Anaxímenes creia que la Terra era plana «com una fulla», i que s'havia format per la condensació de l'aire; els cossos celestes també eren plans i havien nascut a partir de la Terra per una rarefacció del seu pneuma ('exhalació'). Aquests astres són de foc (aire rarificat) i cavalquen sobre l'aire, girant al voltant de la Terra «com gira una gorra de feltre al nostre cap». A més, existeixen altres cossos, sòlids i invisibles, que servirien per a explicar els meteorits i els eclipsis.
Pel que fa als fenòmens meteorològics, va considerar que els terratrèmols passen en períodes de sequera o bé en períodes de molta pluja, perquè quan la terra està seca s'esquerda i amb l'excés d'humitat es desfà aquest procés.
Els llamps, els trons i els llampecs es formen pel vent que talla els núvols; la pluja, quan els núvols es condensen, les calamarses quan la pluja se solidifica i la neu quan s'afegeix el vent.
Un fragment molt discutit d'Anaxímenes diu: «així com la nostra ànima, que és aire, ens manté units, de la mateixa manera el pneuma o aire envolta el cosmos». Podria indicar una determinada correlació entre l'ésser humà i el món, atès que tots dos tenen una exhalació (pneuma) i estan coberts per l'aire protector. Aquesta idea seria la base de la popular homologia posterior entre l'ésser humà i el món, que tant es va fer servir en l'antiga medecina.

## Obres
Va escriure una obra, intitulada Sobre la natura (en grec antic: περί φύσεως), que no ha arribat als nostres dies, però de la qual tenim constància gràcies a Diògenes Laerci, qui va dir d'Anaxímenes que «va escriure en dialecte jònic en un estil senzill i concís».
Segons esmenta Plini el Vell en la seva Història Natural (II, 76), Anaxímenes va ser el primer a analitzar el còmput geomètric de les ombres per mesurar les parts i divisions del dia, i va fer un rellotge de sol, al qual va anomenar esciotèric (σκιοθηρικόν).

## Llegat
Malgrat que es provés que l'aire no funcionava com a cap arque, la seva idea que els canvis qualitatius són en darrera instància canvis quantitatius (més o menys aire o més o menys condensació produeixen diferents elements i propietats) influí en teories científiques de conservació de la matèria. S'han trobat igualment semblances entre la teoria platònica de la matèria i la d'Anaxímenes.